# Sul Maranhense
Sul Maranhense is een van de vijf mesoregio's van de Braziliaanse deelstaat Maranhão. Zij grenst aan de deelstaten Tocantins in het westen en zuiden en Piauí in het oosten en de mesoregio's Leste Maranhense in het noordoosten, Centro Maranhense in het noorden en Oeste Maranhense in het noordwesten. De mesoregio heeft een oppervlakte van ca. 67.607 km². Midden 2004 werd het inwoneraantal geschat op 274.143.
Drie microregio's behoren tot deze mesoregio:
- Chapadas das Mangabeiras
- Gerais de Balsas
- Porto Franco

Mesoregio's: Centro Maranhense · Leste Maranhense · Norte Maranhense · Oeste Maranhense · Sul Maranhense

Microregio's: Aglomeração Urbana de São Luís · Alto Mearim e Grajaú · Baixada Maranhense · Baixo Parnaíba Maranhense · Caxias · Chapadas das Mangabeiras · Chapadas do Alto Itapecuru · Chapadinha · Codó · Coelho Neto · Gerais de Balsas · Gurupi · Imperatriz · Itapecuru Mirim · Lençóis Maranhenses · Litoral Ocidental Maranhense · Médio Mearim · Pindaré · Porto Franco · Presidente Dutra · Rosário